# Lenguas kunama
Las lenguas kunamas, tradicionalmente consideradas dialectos de una misma lengua, son el kunama (propiamente dicho), el bitama y el ilit. Usualmente se clasifican como una rama más de las lenguas nilo-saharianas.

## Comparación léxica
Los numerales del uno al diez para el kunama propiamente dicho son:
| GLOSA | Kunama      |
| ----- | ----------- |
| '1'   | éllà        |
| '2'   | ˈbáarè      |
| '3'   | sàtˈtê      |
| '4'   | ˈsàllè      |
| '5'   | kūssúmè     |
| '6'   | kōntá-llê   |
| '7'   | kōnta-́báárè |
| '8'   | kōn-sàttê   |
| '9'   | élda-wdè    |
| '10'  | ʃěb-è       |